# 三羽省吾
三羽 省吾（みつば しょうご、1968年 - ）は、日本の小説家。岡山県出身。関西高等学校、岡山商科大学卒業。広告代理店勤務を経て、作家デビュー。

## 略歴
- 2002年 - 「ハナづらにキツいのを一発」（「太陽がイッパイいっぱい」に改題）で、第8回小説新潮長編新人賞受賞（入馬兵庫名義）[2][3]。
- 2006年 - 『厭世フレーバー』で第27回吉川英治文学新人賞候補。
- 2009年 - 『太陽がイッパイいっぱい』で第5回酒飲み書店員大賞受賞[4]。
- 2012年 - 『Junk』で第33回吉川英治文学新人賞候補。
- 2014年 - 『公園で逢いましょう。』で第7回京都水無月大賞受賞[1]。

## 作品リスト

### 小説
- 太陽がイッパイいっぱい（2002年11月 新潮社 / 2006年9月 文春文庫）
- 厭世フレーバー（2005年8月 文藝春秋 / 2008年8月 文春文庫）
- イレギュラー（2006年5月 角川書店 / 2010年7月 角川文庫）
- タチコギ（2008年7月 幻冬舎 / 2011年8月 幻冬舎文庫）
- 公園で逢いましょう。（2008年10月 祥伝社 / 2011年8月 祥伝社文庫）
- ニート・ニート・ニート（2010年4月 角川書店 / 2012年8月 角川文庫）
- 路地裏ビルジング（2010年7月 文藝春秋 / 2013年1月 文春文庫）
- JUNK 毒にもなれない裏通りの小悪党（2011年11月 双葉社 / 2014年9月 双葉文庫）
- 傍らの人（2012年9月 幻冬舎）
- Y.M.G.A. 暴動有資格者（2016年2月 朝日新聞出版）
- グッドモーニングショー（原案：君塚良一、2016年9月 扶桑社） - 映画『グッドモーニングショー』を原案にしたオリジナル小説。
- ヘダップ!（2016年11月 新潮社）
- 泥棒役者（原作：西田征史、2017年9月 角川文庫） - 映画『泥棒役者』の小説版。
- 刑事の血筋（2018年2月 小学館）
  - 【改題】刑事の遺品（2021年3月 小学館文庫）
- 前略、旅の途中です。（2020年2月 双葉社）
- 俺達の日常にはバッセンが足りない（2021年6月 双葉社 / 2023年6月 双葉文庫）
- 共犯者（2021年9月 KADOKAWA）
- 嘘つきな彼との話（2024年6月 中央公論新社）

### アンソロジー
「」内が三羽省吾の作品
- Sweet Blue Age（2006年2月 角川書店）「ニート・ニート・ニート」
- 短篇ベストコレクション 現代の小説2005（2005年6月 徳間文庫）「鉄の手」
- スタートライン 始まりをめぐる19の物語（2010年4月 幻冬舎文庫）「1620（イチロクニーゼロ）」
- 青春ミステリーアンソロジー 学園祭前夜（2010年10月 MF文庫ダ・ヴィンチ）「夢で逢えたら」
- とっさの方言（2012年8月 ポプラ文庫）※エッセイアンソロジー「しわい」
- 風色デイズ（2012年12月 ハルキ文庫）「アプセットメイカー」
- Valentine Stories（2018年1月 中公文庫）「ビターチョコにはほろ苦ピールを」
- 警官の目（2019年7月 双葉文庫）「シェパード」

## 映像化作品

### 映画
- ニート・ニート・ニート（2018年11月23日公開、配給：スパイラル・ピクチャーズ、監督：宮野ケイジ、主演：安井謙太郎）